# شاراتا (مدينة)
شاراتا (بالإسبانية: Charata)‏ هي منطقة سكنية تقع في الأرجنتين في Chacabuco Department, Chaco. يقدر عدد سكانها بـ 27,379 نسمة وترتفع عن سطح البحر 85 متر.

## أعلام
- اينزو غوتيريز